# Comté palatin de Céphalonie et Zante
Le comté palatin de Céphalonie et Zante fut une principauté fondée en 1185 dans les îles Ioniennes qui fit partie jusqu’en 1479 du royaume de Sicile.
D’abord attribuée à Margaritus de Brindisi par Guillaume II de Sicile en remerciement de ses services, elle passa ensuite à la famille des Orsini jusqu’en 1325 puis brièvement aux Angevins jusqu’en 1357, avant de devenir l’apanage de la famille Tocco, laquelle l’utilisa comme tremplin pour sa conquête du despotat d’Épire. Toutefois, devant l’avance des Ottomans, les Tocco durent progressivement abandonner leurs conquêtes continentales et se retirer dans les iles. En 1479, le comté fut divisé : les Vénitiens prirent le contrôle de Zante, alors que les Ottomans occupèrent Céphalonie jusqu’en 1500.

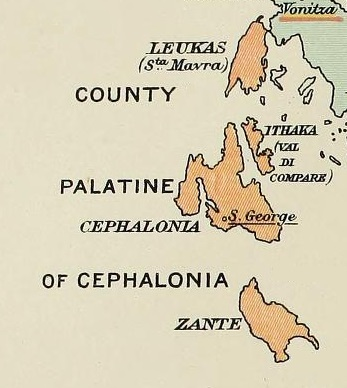
Comté palatin de Céphalonie et Zante.

## Création du comté

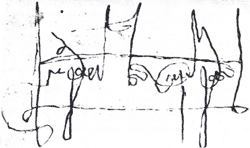
Signature de Margaritus de Brindisi.

Partie de la province d’Achaïe dans l’antiquité tardive, Céphalonie gagna en importance après que Byzance eut perdu le nord de l’Italie, devenant la principale base de communication avec la Sicile et le sud de l’Italie et point stratégique pour empêcher la conquête par les Arabes des Iles ioniennes. L’ile servit longtemps de lieu d’exil pour les prisonniers politiques jusqu’à ce qu’elle perde de son importance avec le retrait progressif de Byzance. Assiégée par les Normands en 1085, elle fut pillée par les Vénitiens en 1126.
Quelque soixante ans plus tard, les Normands, sous la direction du pirate et amiral de la flotte sicilienne, Margaritus de Brindisi, entreprendront la conquête des iles de Céphalonie, Zante et Leucade auxquelles s’ajoutera plus tard l’ile d’Ithaque. En remerciement de ses services, Guillaume II de Sicile lui attribuera les iles conquises.

## Maison Orsini
Dix ans plus tard, Maio ou Matteo Orsini, (?- 1238), né à Monopoli (Apulie), rejeton possible de la branche sicilienne des comtes palatins de Rome, succéda à Margaritus comme comte des îles. Toutefois, lors de la chute de Constantinople aux mains des croisés en 1204, Céphalonie avait été attribuée aux Vénitiens. L’ile avait pourtant continué à être gouvernée par la famille Orsini, mais pour assurer ses positions, Matthieu jugea prudent de devenir citoyen vénitien en 1209 et dut se reconnaître vassal du pape en 1216 ainsi que du prince d’Achaïe en 1236. Au cours de cette période, l’évêché orthodoxe fut aboli, des évêques latins furent nommés et le système féodal introduit dans les iles. Le successeur de Matthieu, Richard, devint comte de Céphalonie en 1264. Guillaume II, prince d’Achaïe, étant devenu par le traité de Viterbe vassal de Charles Ier de Sicile, Richard devint vassal indirect du roi de Sicile, puis direct lorsque Guillaume II mourut sans enfant en 1278 et que ses possessions retournèrent à Charles Ier. Sous son règne, Céphalonie devint un refuge de pirates.
Les Orsini avaient créé des liens avec l’Épire depuis 1227 lorsqu’une fille (ou nièce) de Michel Ier, Anna Theodora Angelina, avait épousé le comte Matteo II. Au début des années 1290 Byzance, jusque-là alliée de l’Épire, alarmée par les négociations entre l’Épire et Charles II d’Anjou entreprit la conquête du despotat. Charles d’Anjou, Philippe de Tarente et Richard Orsini, comte de Céphalonie, envoyèrent de l’aide de Nicéphore Ier d’Épire. Richard Orsini en fut remercié en obtenant la main de Maria, fille du despote. En empêchant les Byzantins d’entrer plus avant en Épire, les Orsini devenaient impliqués dans les affaires du despotat.
En 1294, Maria, la sœur de Thomas, fils de Nicéphore Ier d’Épire épousa Jean Ier Orsini, comte de Céphalonie. À la mort de celui-ci, en 1317, Nicolas Orsini succéda à son père. Mais plus intéressé par l’Épire que par ses possessions insulaires, il assassina l’année suivante son oncle maternel, Thomas, despote d’Épire, épousa sa veuve et s’installa comme seigneur d’Épire avec capitale à Arta. Il se convertit à la religion orthodoxe, reçut le titre de despote par l’empereur de Constantinople et prit le titre de « comte palatin de Romanie ». Toutefois, désireux de se libérer de la tutelle de Byzance, il devint vassal de Venise et attaqua la ville grecque de Ioannina,. Nicolas fut assassiné par son frère, Jean, en 1323. Ce dernier se convertit également à l’orthodoxie et prit les noms d’Ange Comnène Doukas.

## Période angevine

Armes de Jean d'Anjou, duc de Durazzo

Toutefois, il fut déposé deux ans plus tard comme comte de Céphalonie par Jean de Durazzo (Anjou-Capet), alors que celui-ci se dirigeait vers la Morée pour y être reconnu comme prince d’Achaïe, mettant ainsi fin à la domination de la maison Orsini.
La domination des Angevins devait se poursuivre jusqu’en 1357 lorsque le territoire fut cédé à la famille Tocco qui devait y demeurer pendant plus d’un siècle. Cette année-là, Leonardo Tocco, alors gouverneur de Corfou, parvint à faire libérer Robert de Tarente, empereur titulaire de Constantinople et prince d’Achaïe, prisonnier en Hongrie. En reconnaissance, Robert l’investit comme comte de Zante en 1335 et de Céphalonie en 1358. Leonardo conquit l’ile de Leucade et le fort de Vonitza en 1362. Plus tard, il fit partie de la délégation qui se rendit à Naples en 1374 offrir la principauté d’Achaïe à Jeanne I de Naples après la mort de Philippe de Tarente.

## Maison de Tocco

Armes de la maison Tocco comme des comtes palatins

La conquête de Vonitza en Épire donnait aux Tocco un pied à terre sur le continent. Léonardo protégea son acquisition contre les Albanais d’Épire, alors que son fils Carlo (1374/1375-1429) agrandit les possessions familiales sur le continent. À la mort de Nerio Ier Acciaiuoli duc d’Athènes, il revendiqua Corinthe au nom de sa femme Francesca. Il entra alors en conflit avec Théodore Ier Paléologue, despote de Morée qui réussit à conserver la ville. Désireux de conquérir une partie du Péloponnèse sans affronter directement Théodore, il revint dans la péninsule peu après 1402 et s’empara de l’Élide, alors sous la gouverne de Centurione Zaccaria, prince d’Achaïe. En 1411 il hérita d’Arta de son oncle, Ésaü. Il dirigea alors ses efforts contre les Albanais qui contrôlaient l’Épire ; en 1416, avec l’aide des Grecs, las de l’anarchie existant sous les Albanais, il réussit à s’approprier presque tout l’Épire, y compris Arta. Après ces conquêtes, il reçut de l’empereur Manuel II le titre de despote et commença à résider sur le continent, soit à Ioannina, soit à Arta. Cette conquête ne devait toutefois pas être de longue durée. Après avoir succédé à Manuel II, Jean VIII (1425-1448) décida de diviser la Morée entre Théodore et le jeune frère de celui-ci, Constantin, lequel reçut en apanage, le nord-ouest de la Morée, jouxtant ainsi les terres de Carlo en Élide. Les deux frères décidèrent d’enlever l’Élide à la maison des Tocco. En 1427, leurs forces réunies réussirent à s’emparer du port de Clarenza, la principale cité. Se sachant vaincu, Carlo dut se résoudre à donner sa nièce (Théodora Tocco) en mariage à Constantin et à abandonner toutes les forteresses qu’il avait conquises en Morée.
Carlo Ier s’éteignit à Ioannina en 1429 sans laisser d’enfants légitimes ; son héritage passa à son neveu, Carlo II (1429-1448), fils de son frère Leonardo II Tocco qui avait régné sur Zante jusqu’à sa mort en 1418. Toutefois les enfants illégitimes de Carlo Ier, qui avaient des possessions en Étolie, firent appel aux Ottomans, lesquels y virent un excellent prétexte pour conquérir une partie de l’Épire. L’année suivante, ils s’emparaient de Ioannina; ils devaient revenir en 1431, conquérant la presque totalité de l’Épire et de l’Étolie, ne laissant à Carlo II qu’Arta et son district qu’il continua à diriger jusqu’à sa mort comme vassal des Ottomans. Il devint citoyen de Venise et tenta en 1444 de répudier la suzeraineté ottomane, mais il échoua et redevint leur vassal.
À sa mort en 1448, ses trois fils étaient mineurs. La régence fut assumée par quatre gouverneurs au nom de Leonardo III, lesquels s’empressèrent de placer les territoires sous la suzeraineté de Venise. Les Ottomans n’en capturèrent pas moins Arta en 1449, annexant tous les territoires de la famille Tocco, sauf Vonitza, Varnaza et Angelokastron. Ils devaient s’emparer d’Angelokastron en 1460 et de Vonitza en 1479. Continuant à s’appeler « despote d’Arta », Leonardo se réfugia dans l’ile de Leukade. Il dut toutefois abandonner ses dernières possessions devant l’avance de Mehemet en 1479 et dut s’exiler à Naples où il reçut des territoires en Calabre à partir desquels il espérait reconquérir ses terres. Cela ne devait cependant pas se produire et par le traité de 1484 avec les Turcs, les Vénitiens reprenait Zante et, en 1500, Céphalonie et Ithaque.

## Comtes palatins de Céphalonie et Zante
- 1185-1194 : Margaritus de Brindisi
- 1194-1238 : Matteo « Orsini » ou « de Monopoli »
- 1238-1304 : Riccardo Orsini, son fils
- 1304-1317 : Giovanni Ier Orsini, son fils
- 1317-1323 : Niccolo Orsini, despote d'Épire, son fils
- 1323-1324 : Giovanni II Orsini, despote d'Épire, son frère

### Maison capétienne d'Anjou-Sicile
- 1324-1336 : Jean de Durazzo
- 1336-1358 : Robert de Tarente, neveu du précédent

### Dynastie Tocco
- 1358-1381 : Leonardo Tocco, comte de Zante en 1335, de Céphalonie en 1358 et de Leucade en 1362, petit-fils de Giovanni I Orsini, fils de Guglielmo Tocco et de Marguerite Orsini, seigneurs de Zante de 1328 à 1335
- 1381-1430 : Carlo Ier Tocco, despote d'Arta, son fils
- 1399-1414 : Leonardo II Tocco, comte de Zante, frère de Carlo Ier
- 1430-1448 : Carlo II Tocco, despote d'Arta, son fils
- 1448-1479 : Léonard III Tocco, mort en 1499, despote d'Arta jusqu'en 1449, son fils
- 1448-1479 : Giovanni Tocco, mort en 1480, son frère
- 1481-1483 : Antonio Tocco, mort en 1483, son frère

Conquête par les Ottomans mais l'île de Céphalonie est reprise par Venise en 1500.

### Souverains titulaires
- 1500-1518 : Carlo III Tocco (en), fils de Leonardo III, titré duc d'Arta et comte de Céphalonie ;
- 1518-1564 : Leonardo IV Tocco (en), son fils.

Après sa mort, les îles restent sous l'administration directe de la république de Venise.